# Pawilon nr 9 MTP
Pawilon nr 9 (dawniej: nr 24, także: Hala Włoska) – pawilon wystawienniczy Międzynarodowych Targów Poznańskich zlokalizowany w centrum terenów targowych, na tyłach Pałacu Targowego.
W końcu lat 60. XX wieku pojawiły się różne koncepcje rozwoju MTP, w tym przeniesienia terenów targowych poza obręb centrum miasta (m.in. na Strzeszyn). Wywołało to stagnację inwestycyjną. Ostatnie centralne inwestycje na terenach targowych pojawiły się w początku lat 70. Jedną z nich była Hala Włoska (1972), zrealizowana we współpracy z Instytutem Handlu Zagranicznego Włoch. Projektantem był Zygmunt Skupniewicz. Obiekt wybudowano na terenie znacznie opadającym i sytuację tę wykorzystano, różnicując liczbę kondygnacji i liczbę wejść od różnych stron. W podziemnej części urządzono kawiarnię Italia (polska strona finansowała tę część inwestycji, a Włosi resztę – wydali na budowę około 1,5 miliona dolarów, korzystając z obiektu tylko przez następne 10 lat). Estetyka pawilonu była purystyczna. Był on modernistyczną, kubiczną, przeszkloną bryłą z silnie zaznaczonymi pionowymi podziałami tafli szklanych. W tej sferze nawiązywał wprost do Hali nr 19, zaprojektowanej czternaście lat wcześniej przez Reino Aarnio.
Podczas budowy napotkano trudności – konieczne było wysadzenie schronów z czasów II wojny światowej. Eksplozję wykonano w Boże Narodzenie 1971, kiedy większość ludzi była w domach.